# Jean Charles Galissard de Marignac
Jean Charles Galissard de Marignac (Genebra, 24 de abril de 1817 — Genebra, 15 de abril de 1894) foi um químico suíço.
Suas investigações sobre a massa atômica sugeriram a possibilidade dos isótopos, e seus estudos sobre terras-raras levaram à descoberta do itérbio em 1878 e a codescoberta do Gadolínio em 1880.

## Vida e obra
Nascido em Genebra, tinha vinte e um anos quando começou a estudar na École Polytechnique em Paris, e de 1837 a 1839 estudou na École Nationale Supérieure des Mines de Paris. Após breve período no laboratório de Justus von Liebig em Gießen, e na fábrica de porcelanas de Sèvres, tornou-se professor de química da Academia de Genebra em 1841.Em 1845 foi também indicado professor de mineralogia, mantendo ambas as cátedras até 1878, quando aposentou-se por motivo de doença.